# 名鉄3300系電車 (2代)
名鉄3300系電車（めいてつ3300けいでんしゃ）は、名古屋鉄道（名鉄）が1987年（昭和62年）に導入した通勤形電車である。名鉄の直流1,500 V電化路線において運用された吊り掛け駆動車各形式のうち、間接自動進段制御器を搭載するAL車に属する。
以下、本項においては3300系電車を「本系列」と記述し、また編成単位の説明に際しては制御電動車モ3300形の車両番号をもって編成呼称とする（例：モ3301-モ3351-ク2301の編成であれば「3301編成」）。

## 導入経緯
1980年代以降の名鉄は6500系・6800系など通勤形車両を大量に導入して名古屋本線・犬山線など幹線系統の運用に充当し、余剰となったAL車各形式など高経年の旧型車両を順次代替した。この一連の代替計画に基いて廃車となったAL車には、頑丈な一体鋳鋼製台車枠を持つゲルリッツ台車を装着する、OR車 (Old Romance Car) と称される3850系および3900系が含まれていた。両形式の台車をはじめとした主要機器はまだ使用に耐えうる状態であったため、それらを流用して車体を新製した車両を支線系統に導入することによって、支線系統において運用される車両の体質改善および旅客サービス向上を図ることとした。
本系列は以上の経緯によって、制御電動車モ3300形（モ3301 - モ3304）、中間電動車モ3350形（モ3351 - モ3354）、および制御車ク2300形（ク2301 - ク2304）の3形式によって構成される3両編成4本・計12両が、1987年（昭和62年）6月に日本車輌製造において新製された。
|          | ← 豊橋・上飯田 |              |               |
| 形式     | モ3300形 (Mc)  | モ3350形 (M) | ク2300形 (Tc) |
| 車両番号 | モ3301         | モ3351       | ク2301        |
| 車両番号 | モ3302         | モ3352       | ク2302        |
| 車両番号 | モ3303         | モ3353       | ク2303        |
| 車両番号 | モ3304         | モ3354       | ク2304        |

本系列同様のコンセプトによって新製された車体更新車には、瀬戸線における輸送力増強および冷房化率向上を目的として1986年（昭和61年）に導入された6650系（のちの6750系1次車）があり、OR車の車体更新車としては本系列は2形式目の導入例となった。また、本系列に先行して導入されたAL車（OR車）の車体更新車である6650系および7300系とは異なり、本系列は電動車形式を3000番台、制御車・付随車形式を2000番台とする、旧型車各形式における車両番号付与基準を踏襲した。
車体外観は6000系と類似しているが、本系列は前述の通り廃車となったOR車より主要機器を流用した自動空気ブレーキ・吊り掛け駆動仕様の車体更新車であり、性能は全く異なる。また、従来のAL車各形式はMT比1:1を基本としたが、本系列は支線区における輸送力増強を目的として3両固定編成で設計されたため、例外的にMT比が2:1に設定されている点が特徴である。
このように支線系統への導入を前提として設計・製造された本系列は、主要機器の再利用や他形式との予備部品共通化、および車体設計の共通化などにより、導入コストを完全新製車比で約65 %に抑制しつつ、支線系統における運用車両の質的向上を実現した。

## 車体
6000系9 - 10次車および6500系1 - 4次車と共通設計の全金属製・準張殻構造の軽量構体を備える。車体長は先頭車が18,150 mm、中間車が18,100mmで前掲2形式と共通寸法である。
ただし、前面形状は前掲2形式の該当するグループがいずれも4面折妻形状の非貫通構造であったのに対し、本系列は6000系8次車以前および6650系と同様に妻面中央部に貫通扉を備える貫通構造とした。また、前面腰板部には6650系と同様に発光ダイオード (LED) 式の後部標識灯・通過標識灯兼用の標識灯を左右1灯ずつ設置した。その他、床面高は軌条（レール）面より1,110 mmとして従来車の標準値である1,150 mmより40 mm低床化し、駅プラットホームと床面との段差を縮小した。
側面には1,300 mm幅の両開客用扉を片側3箇所配置し、扉構造は6650系と同様にステンレス製としたが、6650系が車内側をステンレスの地肌色が露出した無塗装仕上げとしたのに対して、本系列は車内外とも塗装仕上げとした点が異なる。側面窓配置は先頭車モ3300形・ク2300形がdD3D3D2（d：乗務員扉、D：客用扉、各数値は側窓の枚数）、中間車モ3350形が2D3D3D2で、6000系9 - 10次車および6500系1 - 4次車と同一である。ただし、側窓構造は前掲2形式が1段上昇式であったのに対して本系列は一段下降式として窓開閉の操作性を向上させ、また窓枠をアルミ地肌色が露出した無塗装仕上げとした。側面窓上には本系列と同時期に落成した6500系4次車と同様に種別・行先表示装置を設置した。
車体塗装はスカーレット1色塗りで、各客用扉の扉窓下に設置された戸当たりレールより上部を3扉車を表すライトグレーに塗装した。
車内は落成当初よりロングシート仕様であり、壁面はクリーム色系統のアルミデコラ仕上げとし、座席表皮（シートモケット）色は赤系統とした。天井部は平天井構造とし、天井部中央には軌条方向に送風機（ラインデリア）を一列配置して、冷房装置の冷風吹出口を兼ねた冷風冷房方式を採用した。床面はグレーを基調色として通路部に相当する800 mm幅分を赤系統とし、座席色との調和を図った。また、車内床部に設置された主電動機点検蓋（トラップドア）は、駆動装置の動作音やレール継ぎ目音など車外からの騒音を遮断する目的でゴムを併用した緩衝施錠方式とした。

## 主要機器
前述の通り、走行機器は3850系および3900系の廃車発生品を流用した。ただし、制御装置については3850系が搭載した三菱電機ABFM-154-MH改は流用されず、全車とも東洋電機製造製の電動カム軸式自動加速制御装置ES-568-Aに統一されている。
主電動機はAL車における標準機種である東洋電機製造TDK-528/18-PM直流直巻電動機を電動車1両あたり4基搭載、歯車比は3.21 (61:19) 、駆動方式は吊り掛け式である。
台車はモ3300形およびモ3350形は枕ばねを板ばねとしたゲルリッツ式の住友金属工業FS107を装着し、ク2300形は枕ばねをコイルばねとした軸ばね式の住友金属工業FS13を装着する。FS107台車は3850系モ3850形および3900系モ3900形・モ3950形より、FS13台車は3900系ク2900形・サ2950形よりそれぞれ流用したものである。なお、本系列の用途を踏まえ、曲線区間の多い支線系統における運用対策として、ク2300形が装着するFS13台車には軌条塗油装置を新設した。同装置には速度制御機能を持たせ、潤滑油の無駄な消費を抑制するため、高速走行時および駅構内などにおける停車時には塗油を停止する。
制動装置はA弁を用いるAMA / ACA自動空気ブレーキを常用制動とし、保安ブレーキを併設した。
冷房装置は6000系・6500系・6650系などと同一機種の東芝RPU-3004AJ（冷却能力10,500 kcal/h）を1両あたり2基搭載するが、6000系・6500系において採用された熱交換換気装置（ロスナイ）は省略された。
補助電源装置および電動空気圧縮機 (CP) については冷房装置の搭載および3両分に供給可能な大出力を確保する都合上、流用品ではなく新造品を採用した。補助電源装置はGTO素子を用いた東洋電機製造SVH70-447A静止形インバータ（SIV、三相交流220 V・60 Hz、定格出力70 kVA）を、電動空気圧縮機は交流駆動のC-2000L ACを採用、いずれもク2300形へ搭載した。前者は5700系が採用した機種と同一であり、後者は7500系が機器更新に際して搭載した機種を交流駆動に改良したものである。
連結器はモ3300形およびク2300形の前頭部に密着自動連結器を採用、編成内の中間連結部には棒連結器を採用した。

## 運用
落成後は3両編成4本とも犬山検車区に配属され、1987年（昭和62年）6月20日より主に小牧線・各務原線・広見線を中心として運用を開始した。当初は幹線系統における普通列車運用にも充当されたが、1991年（平成3年）10月21日のダイヤ改正を機に幹線系統における運用は消滅し、犬山地区の支線系統における運用に専従した。また1996年（平成8年）3月12日より従来築港線において運用された非冷房のHL車である3700・3730系を代替するため、築港線においても運用を開始した。
導入後の変化としては、後年3扉車を表す客用扉の塗り分けが1993年（平成5年）の3500系（2代）の導入を機にライトグレーからダークグレーに変更されたことに伴い、本系列も順次塗装変更が実施された。しかし、後年になって3扉車の在籍車両全体に占める割合が増加し区分の必要性が薄れたことから、3扉車各形式とも客用扉部の塗り分けを廃止してスカーレット1色塗りに戻されることとなり、本系列も2000年（平成12年）10月から翌2001年（平成13年）10月にかけて順次塗装変更された。その他、1998年（平成10年）1月に3301編成の搭載する冷房装置が東芝RPU-3061（冷却能力12,500 kcal/h）に交換され、容量の増強が図られた。
後年は主に小牧線において運用された本系列であったが、2003年（平成15年）3月に予定された小牧線と名古屋市営地下鉄上飯田線との相互直通運転開始を機に、直通運転およびワンマン運転に対応した新型車両である300系によって代替されることとなった。本系列の経年は落成から16年程度であったものの、搭載する走行機器が旧弊かつ経年の高い流用品であったことから、2003年（平成15年）3月27日のダイヤ改正における小牧線・上飯田線の相互直通運転開始をもって全車とも運用を離脱、同年3月31日付で全車除籍され、本系列は全廃となった。また本系列の全廃によって、瀬戸線を除く名鉄の架線電圧1,500 V電化路線より自動空気ブレーキ・吊り掛け駆動仕様の旅客用車両が消滅した。
廃車後は全車解体処分されたが、本系列が装着したFS107台車とTDK-528/18-PM主電動機のうち7両分がえちぜん鉄道へ譲渡された。また、LED式の標識灯は従来白熱灯式の標識灯を装備した6500系1次車へ転用され、SVH70-447A静止形インバータは1030系モ1131および1380系モ1384・モ1584の補助電源装置換装に際して流用された。